# Metropolitní město Palermo
Metropolitní město Palermo (Città metropolitana di Palermo) je italský správní celek druhé úrovně v autonomní oblasti Sicílie. Vznikl ze stejnojmenné provincie 4. srpna 2015. Na severu ho omývá Tyrhenským mořem. Sousedí na západě s volným sdružením obcí Trapani, na jihu s volnými sdruženími obcí Agrigento a Caltanissetta a na východě s metropolitním městem Messina a volným sdružením obcí Enna. Součástí volného sdružení obcí je i obec a ostrov Ustica.

## Znak
Základem znaku metropolitního města je černý orel. Součástí znaku je čtvrcený štít se znaky čtyř měst, která jsou centry správy čtyř okresů, jež se na základě královské vyhlášky z 9. srpna 1910 staly základem provincie Palermo jako vyššího správního celku. Jedná se o města Palermo, Corleone, Termini Imerese a Cefalú.

## Geografie
Na území metropolitního města se nacházejí jezera Lago Frattina, Lago Poma, Lago di Piana degli Albanesi, Lago di Scanzano a Serbatoio Fanaco.